# ジャン＝ルイ・ボルロー
ジャン＝ルイ・マリー・ボルロー（フランス語: Jean-Louis Marie Borloo、1951年4月7日 - ）は、フランスの政治家。国民運動連合（急進党）所属。

## 経歴
ベルギーにルーツをもつ公務員の父、オート＝コルス県出身の母との間にパリで生まれる。パリ第10大学で歴史学と経済学を学ぶ。1976年、HEC経営大学院でMBAを取得。1980年代弁護士として活動。後にフランスのサッカークラブチーム、ヴァランシエンヌFCの会長となる。1989年、ヴァランシエンヌ市長に当選したのがきっかけとなり、政界入りする。1989年から1992年まで欧州議会議員。
2005年、ドミニク・ド・ヴィルパン内閣の雇用・社会・住宅相に就任する。与党国民運動連合を構成する急進党の共同党首をアンドレ・ロシノーとともに務めている。大臣在任中にボルローは、機会均等、住宅、雇用の保障を3つの柱とする、社会統合のための5カ年計画を発表した。
2007年5月、フランソワ・フィヨン内閣の経済・財政・雇用大臣として入閣。国民議会（下院）選挙で副首相格であったアラン・ジュペが落選したことにともない、後任の環境・持続的発展・計画大臣に横滑りした。2010年11月に退任。
| 公職                      | 公職                                                      | 公職                                |
| ------------------------- | --------------------------------------------------------- | ----------------------------------- |
| 先代 アラン・ジュペ       | フランス共和国 環境・持続的開発・計画大臣 2007年 - 2010年 | 次代 ナタリー・コシュースコ＝モリゼ |
| 先代 ティエリー・ブルトン | フランス共和国 経済・財政・産業大臣 2007年                | 次代 クリスティーヌ・ラガルド       |
| 先代 フランソワ・フィヨン | フランス共和国 雇用・社会・住宅大臣 2004年 - 2007年       | 次代 グザヴィエ・ベルトラン         |